# Hongrie aux Jeux paralympiques d'hiver de 2018
Dans les noms hongrois, le nom de famille précède le prénom, mais cet article utilise l’ordre habituel en français, où le prénom précède le nom.
La Hongrie participe aux Jeux paralympiques d'hiver de 2018 à Pyeongchang, en Corée du Sud, du 9 au 18 mars 2018. Il s'agit de la quatrième participation du pays aux Jeux paralympiques d'hiver.

## Composition de l'équipe
La délégation hongroise est composée de 2 athlètes prenant part aux compétitions dans 2 sports.

### Biathlon
- Krisztina Lőrincz

### Ski alpin
- Zsolt Balogh (en) (guide : Bence Bocsi)